# Роберт Кілвордбі
Роберт Кілвордбі (англ. Robert Kilwardby, лат. Robertus de Valle Verbi; до 1240 — 11 вересня 1279) — кардинал, архієпископ Кентерберійський, теолог, схоласт.

## Життєпис
Здобув освіту в Парижі, там же і викладав логіку і граматику, став відомим теологом. У 1261 році вступив у домініканський орден і став пріором домініканців в Англії. У 1272—1278 роках архієпископ Кентерберійський.
У 1277 році, не зважаючи на те, що томізм був офіційно прийнятий домініканцями, слідом за архієпископом Паризьким Ег'єном Тамп'є засудив низку положень вчення Томи Аквінського в Оксфорді (перш за все про єдність субстанційної форми); це засудження підтримав 1284 року і його наступник Джон Пекхем.
У 1278 році призначений кардиналом Порто і Санта-Руфіна.

## Праці
Написав такі трактати:
- «In Priscianum de Constructione Commentarius»,
- коментарі на «De Passione Christi»
- «De Sacramento Altaris»
- «De ortu scientiarum»[5]